# Vyborgskaja
Vyborgskaja (Russisch: Выборгская) is een station van de metro van Sint-Petersburg. Het station maakt deel uit van de Kirovsko-Vyborgskaja-lijn en werd geopend op 22 april 1975. Het metrostation bevindt zich in het noorden van Sint-Petersburg en is dankt zijn naam aan het stadsdeel waarin het ligt, de Vyborgzijde. In de planningsfase werd het station Baboerin pereoelok genoemd, naar een straat in de omgeving.
Het station ligt 67 meter onder de oppervlakte en beschikt over een perronhal met zuilengalerijen. Het bovengrondse toegangsgebouw bevindt zich aan de Lesnoj prospekt, tussen de Oelitsa Smoljatsjkova en de Grenaderskaja oelitsa; een tweede uitgang bevindt zich aan de overzijde van de parallel aan de Lesnoj prospekt lopende spoorlijn, nabij de kruising van de Tsjoegoennaja oelita en de Mendelejevskaja oelitsa.